# Regnerus Praedinius
Regnerus Praedinius (ook Reinier Veldman) (Winsum, 1510 – Groningen, 1559) was een Nederlands rector en onderwijzer.

## Leven en werk
Praedinius werd in 1510 in het Groninger dorp Winsum geboren. Hij bezocht de fraterschool en nadien studeerde hij te Leuven. Vanaf 1529 werd hij docent te Groningen. In Erfurt vervulde Praedinius een rectoraat en in 1545 werd hij aangesteld als rector van de St. Maartensschool, de voorloper van het naar hem vernoemde Praedinius Gymnasium, te Groningen. Hij was een humanist in de traditie van Desiderius Erasmus, die hij zeer bewonderde.
De hoogleraar Johannes Acronius Frisius en de kroniekschrijver Abel Eppens waren leerlingen van Praedinius.
Praedinius overleed in 1559 te Groningen en ligt begraven op het Martinikerkhof in de stad.